# Clupisoma
Clupisoma (Клупісома) — рід риб родини Ailiidae ряду сомоподібні. Має 9 видів. наукова назва походить від латинського слова clupea, тобто «сардини» (в свою чергу походить від слова clupeus — «щит»), і грецького слова soma — «тіло».

## Опис
Загальна довжина представників цього роду коливається від 13 до 60 см. Голова невеличка. Очі значні. Є 4 пари помірно довгих вусів. Тулуб подовжений, стиснутий з боків, вкритий великою лускою. Черево сильно вигнуте. Спинний плавець високий, з короткою основою. Жировий плавець зовсім крихітний. Грудні плавці видовжені. Черевні плавці маленькі. Анальний плавець довгий. Хвостовий плавець частково розрізано. Лопаті видовжені.
Зазвичай забарвлення сріблясте, верх голови і спина темно-коричневі або чорні. Плавці темніші за основний фон.

## Спосіб життя
Це демерсальні риби. Зустрічаються в прісних і солонуватих водах, інколи в чорній воді. Заселяють різні біотопи. Одні види зустрічаються лише в великих річках з каламутною водою і помірною течією, інші — в дрібних річках з мулистими ґрунтами, треті — обирають швидкі передгірні річки з кам'янистим дном. Живляться комахами, креветками та дрібною рибою.
Самиця відкладає ікру, яку залишає без піклування.

## Розповсюдження
Мешкають у водоймах Індії, Бангладешу, Пакистану, Непалу, Китаю, М'янми і басейні річки Меконг.

## Види
- Clupisoma bastari
- Clupisoma garua
- Clupisoma longianalis
- Clupisoma montana
- Clupisoma naziri
- Clupisoma nujiangense
- Clupisoma prateri
- Clupisoma roosae
- Clupisoma sinense